# Canon EF 35-350mm f/3.5-5.6L USM
El Canon EF 35-350mm f/3.5-5.6L USM és un objectiu zoom el qual esta entre una focal normal i teleobectiu, de la sèrie L i amb muntura Canon EF.
Aquest, va ser comercialitzat per Canon el gener de 1993, amb un preu de venta suggerit de 290.000¥.
Fins al 2004, era l'òptica de la sèrie EF de Canon amb més zoom (10x), aquest any es va presentar el Canon EF 28-300mm f/3.5-5.6L IS USM, el qual és el seu succesor en quan a zoom, amb un 10,7x.
Aquest objectiu és un tot terreny, per tant es pot utilitzar per molts tipus de fotografia, com paisatge, retrat, fauna o esport. És molt utilitzat per fotoperiodistes per la seva gran versatilitat d'ús.
El 1993, aquest objectiu va guanyar el premi de Technical Image Press Association (TIPA) com a millor objectiu professional per a càmeres rèflex.

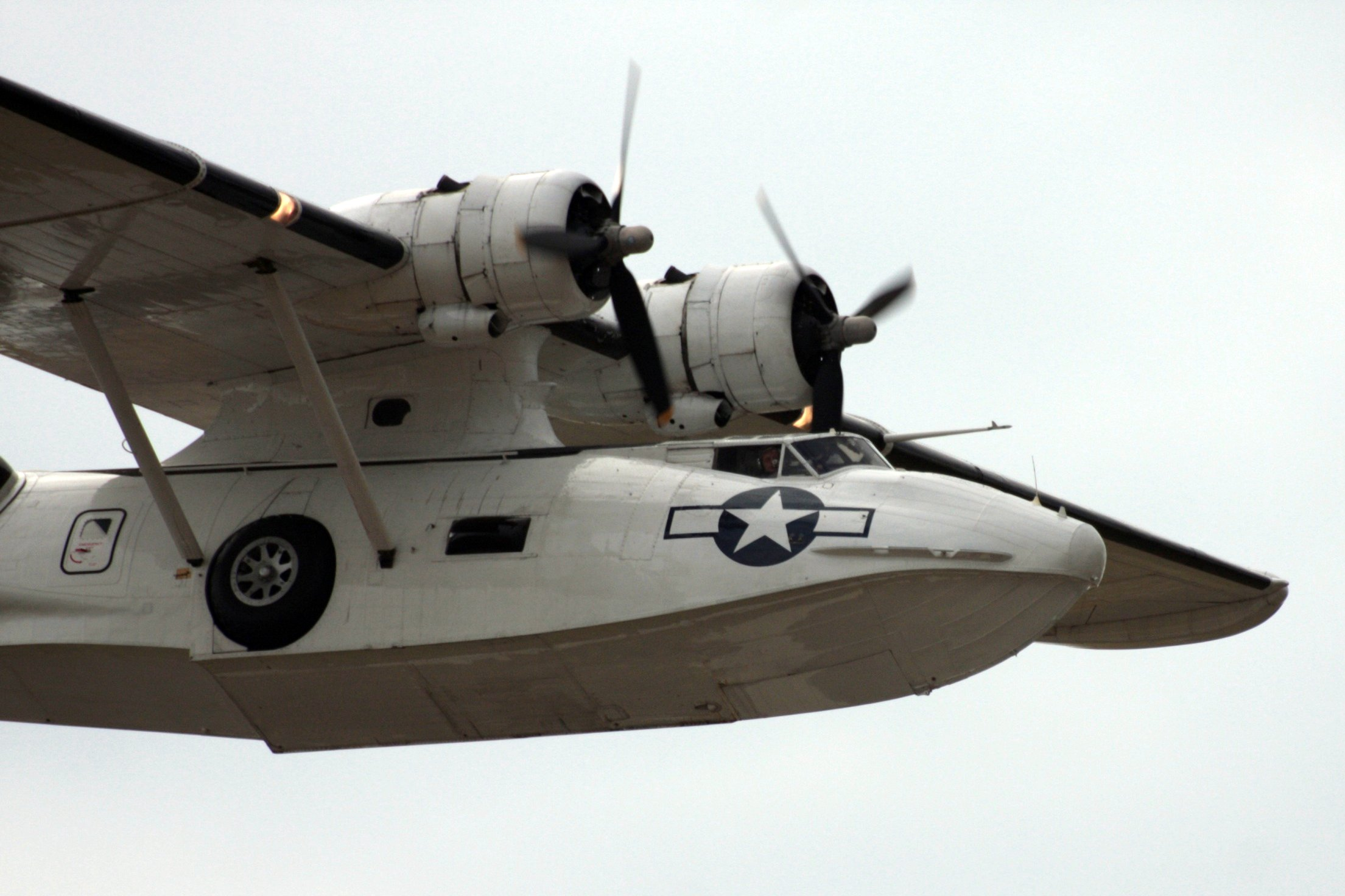
Avio fotografiat a 350mm amb el Canon EF 35-350mm f/3.5-5.6L USM

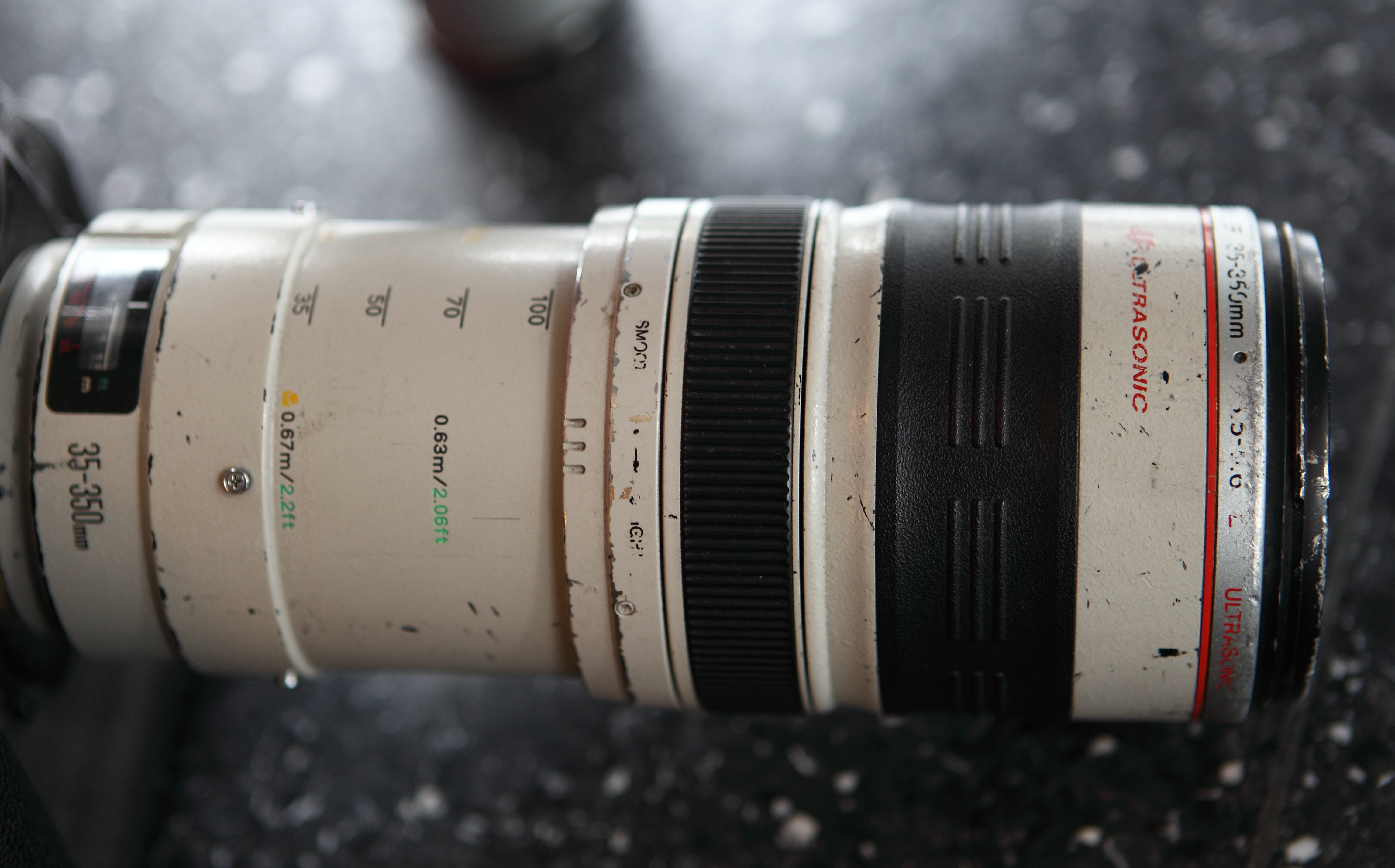
Canon EF 35-350mm f/3.5-5.6L USM, parcialment estès

## Característiques
Les seves característiques més destacades són:
- Distància focal: 35-350mm
- Obertura: f/3.5 - 22 (a 35mm) i f/5.6 - 32 (a 350mm)
- Motor d'enfocament: USM (Motor d'enfocament ultrasònic, ràpid i silenciós)
- Distància mínima d'enfocament: 60cm
- Rosca de 72mm
- Distorisió òptica a 35mm de -1,39% (tipus barril) i a 35mm de 0,628% (tipus coixí).[5]
- A 350mm i f/5.6 l'objectiu ombrejat una mica les cantonades, però a partir de f/8 és gairebé inapreciable. El mateix passa entre 35mm i 50mm i entre f/3.5 i f/5.6, però a f/8 igual que a 350mm és gairebé inapreciable.[5]
- A f/8 és on l'objectiu dona la millor qualitat òptica.

## Construcció
- L'objectiu està construït amb metall[2]
- El diafragma consta de 8 fulles, i les 21 lents de l'objectiu estan distribuïdes en 15 grups[6]
- Consta de dos lents d'ultra baixa dispersió
- El zoom és del tipus "push/pull" en lloc de l'habitual mecanisme de la majoria d'objectius[2]
- Consta d'un disseny amb la possibilitat de bloquejar la lent a la distància focal desitjada

## Accessoris compatibles[1]
- Tapa E-72
- Parasol EW-83C II
- Filtres de 72mm
- Tapa posterior E
- Funda dura LH-D22
- Funda tova LZ1324

## Objectius similars amb muntura Canon EF
L'objectiu més semblant és el Canon EF 28-300mm f/3.5-5.6L IS USM, el qual va substituir aquesta òptica el 2004, any en el qual es va comercialitzar el seu successor. EF 28-300mm a part de guanyar més focal gran angular, també incorpora un estabilitzador d'imatge de tres passes.